# Anomis
Anomis is een geslacht van vlinders van de familie spinneruilen (Erebidae).

## Soorten
- A. albipunctula Hampson, 1926
- A. albitacta Walker
- A. albitarsata Pagenstecher, 1888
- A. albitibia Walker, 1857
- A. alluaudi Viette, 1965
- A. angulata Bethune-Baker, 1906
- A. apta Walker, 1869
- A. argentipuncta Kobes, 1983
- A. argillacea Hübner, 1823
- A. aricina Druce, 1889
- A. aroa Bethune-Baker, 1906
- A. auragoides (Guenée, 1852)
- A. badia Hampson, 1926
- A. barata Schaus, 1911
- A. benitensis (Holland, 1894)
- A. bicolor Prout, 1922
- A. bidentata (Hampson, 1910)
- A. bipunctata Kenrick, 1917
- A. calamodes Hampson, 1926
- A. campanalis (Mabille, 1880)
- A. capensis (Gaede, 1940)
- A. cataggelus Dyar, 1914
- A. catarhodois Dyar, 1914
- A. combinans Walker, 1857
- A. cupienda Swinhoe, 1903
- A. curvifera (Walker, 1858)
- A. dealbata Prout, 1926
- A. definata Lucas, 1894
- A. directilinea Schaus, 1911
- A. discursa Walker, 1856
- A. editrix Guenée, 1852
- A. ekeikei Bethune-Baker, 1906
- A. elegans Berio, 1956
- A. endochlora Hampson, 1926
- A. erosa Hübner, 1810
- A. erosoides Giacomelli, 1915
- A. esocampta Hampson, 1926
- A. eucystica Dyar, 1913
- A. eueres Prout, 1928
- A. exacta Hübner, 1826
- A. extima Walker, 1858
- A. fatme Stoll, 1790
- A. figlina Butler, 1889
- A. flammea Schaus, 1894
- A. flava (Fabricius, 1775)
- A. fornax Guenée, 1852
- A. fuliginosus Candèze, 1927
- A. fulminans Bethune-Baker, 1906
- A. fulvida Guenée, 1852
- A. gentilis Schaus, 1912
- A. gossypii Sepp, 1828
- A. grisea (Pagenstecher, 1907)
- A. gundlachi Schaus, 1940
- A. guttanivis Walker, 1857
- A. hawaiiensis Butler, 1882
- A. hedys Dyar, 1914
- A. hemiscopis Dyar, 1914
- A. holortha Hampson, 1926
- A. ignobilis Walker, 1869
- A. illita Guenée, 1852
- A. impasta Guenée, 1852
- A. innocua Schaus, 1911
- A. involuta Walker, 1857
- A. iobapta Prout A. E., 1927
- A. irene Prout, 1929
- A. kebeensis Bethune-Baker, 1906
- A. lavaudeni Viette, 1968
- A. leona (Schaus & Clements, 1893)

- A. leucolopha Prout, 1928
- A. leucosema Hampson, 1926
- A. lineosa Walker, 1865
- A. lophognatha Hampson, 1926
- A. luperca Möschler, 1883
- A. luridula Guenée, 1852
- A. madida Viette, 1958
- A. mafalui Bethune-Baker, 1906
- A. mandraka Viette, 1965
- A. maxima Berio, 1956
- A. melanosema Berio, 1956
- A. mesogona (Walker, 1857)
- A. metaxantha Walker, 1857
- A. microdonta Hampson, 1926
- A. microphrica Turner, 1933
- A. modesta Berio, 1956
- A. nigritarsis Walker, 1857
- A. noctivolans Butler, 1880
- A. oedema Guenée, 1852
- A. orthopasa Dyar, 1914
- A. patagiata Schaus, 1911
- A. phanerosema Hampson, 1926
- A. picta Sepp, 1828
- A. piriformis Gaede, 1939
- A. planalis Swinhoe, 1902
- A. poliopasta Hampson, 1926
- A. polymorpha Hampson, 1926
- A. prapata Kobes, 1983
- A. prima Swinhoe, 1920
- A. privata Walker, 1865
- A. properans Walker, 1857
- A. punctulata (Holland, 1894)
- A. pyrocausta Hampson, 1926
- A. pyrotherma Hampson, 1926
- A. regalissima Dyar, 1914
- A. revocans Walker, 1858
- A. rubida Schaus, 1911
- A. rufescens Pagenstecher, 1884
- A. sabulifera (Guenée, 1852)
- A. samoana Butler, 1886
- A. scitipennis Walker, 1864
- A. schistosema Hampson, 1926
- A. semipallida Prout, 1926
- A. simulatrix (Walker, 1865)
- A. sinensis Berio, 1976
- A. subfuscata Berio, 1956
- A. sublineata Walker, 1869
- A. subpurpurea Bethune-Baker, 1906
- A. subrosealis (Walker, 1866)
- A. subtusnigra Berio, 1976
- A. sumatrana Swinhoe, 1920
- A. tamsi Berio, 1940
- A. texana Riley
- A. trichomosia Hampson, 1926
- A. trilineata Moore, 1883
- A. umbrata Schaus, 1911
- A. vitiensis Butler, 1886
- A. vulpicolor Meyrick, 1928
- A. vulpina Butler, 1886
- A. xanthomicta Hampson, 1926